# Kazunari Ono
Kazunari Ono (født 4. august 1989) er en japansk fodboldspiller, som spiller for den japanske fodboldklub Shonan Bellmare.